# مايك هايز
مايك هايز (بالإنجليزية: Mike Hayes)‏ هو فنان قتال مختلط أمريكي، ولد في 16 أكتوبر 1980 في كلي إلوم في الولايات المتحدة.

## وصلات خارجية
- مايك هايز على موقع بيلاتور (الإنجليزية)
- مايك هايز على موقع شيردوغ (الإنجليزية)
- مايك هايز على موقع IMDb (الإنجليزية)